# How Many Light-Years to Babylon?
How Many Light-Years to Babylon? (яп. バビロンまでは何光年? Бабирон мадэ ва нанко:нэн?, «Сколько световых лет до Вавилона?») — манга, написанная и проиллюстрированная Сэйманом Доманом. Публиковалась в журнале Young Champion Retsu издательства Akita Shoten с января 2017 года по июль 2019 года и была издана в одном томе-танкобоне.

## Сюжет
Сюжет манги рассказывает о последнем представителе человечества по имени Баб (яп. バブ Бабу), путешествующем по космосу в компании робота и инопланетянина с целью возродить человеческую расу и вернуть себе память.

## Выпуск
How Many Light-Years to Babylon?, написанная и проиллюстрированная Сэйманом Доманом, начала публиковаться 17 января 2017 года в журнале Young Champion Retsu издательства Akita Shoten. Манга была полностью завершена 16 июля 2019 года. Отдельно от журнала главы манги были скомпонованы в один том-танкобон, поступившим в продажу 19 сентября 2019 года.
В апреле 2020 года американское издательство Seven Seas Entertainment объявило о приобретении прав на публикацию манги на английском языке.
| №  | Дата публикации     | ISBN                   |
| -- | ------------------- | ---------------------- |
| 01 | 19 сентября 2019 г. | ISBN 978-4-2532-5575-2 |

## Приём
В 2020 году манга стала одной из нескольких работ, рекомендованных членами жюри в рамках 23-го фестиваля Japan Media Arts Festival. В августе 2020 года How Many Light-Years to Babylon?, наряду с манга-адаптацией фильма «Бэтмен-ниндзя», выиграла премию Сэйун в категории «Лучший комикс».
В путеводителе по манге осени 2020 года сайта Anime News Network Ребекка Сильверман и Кейтлин Мур провели обзор тома манги. Сильверман посчитала How Many Light-Years to Babylon? похожей в сюжетном плане на мангу Interspecies Reviewers и на серию романов «Автостопом по галактике», положительно восприняв дизайн инопланетян, вторую половину манги и концовку, однако отнесла к недостаткам бессвязное повествование и юмор. Мур назвала первую половину манги похожей «на секс-комедию в духе „Автостопом по галактике“» и положительно отметила повествование, в итоге поставив манге четыре звезды из пяти. Грант Джонс из Anime News Network похвалил сюжет за сбалансированность элементов, однако раскритиковал его за то, что в некоторых моментах он может ощущаться бессмысленным. Джонс также посчитал историю «слишком короткой» для погружения в некоторые аспекты.